# Gaston Reiff
Gaston Étienne Ghislain Reiff (Eigenbrakel, 24 februari 1921 – aldaar, 6 mei 1992) was een Belgisch atleet, die zich had toegelegd op de middellange en lange afstanden. Hij nam tweemaal deel aan de Olympische Spelen en was veelvoudig Belgisch kampioen en recordhouder.

## Loopbaan
Gaston Reiff behoort naast Gaston Roelants, Tia Hellebaut en Nafissatou Thiam tot de Belgen die ooit een gouden medaille in de atletiek wonnen op de Olympische Spelen. Dat gebeurde in zijn geval bij de Olympische Spelen van Londen in 1948 op de 5000 m. In deze wedstrijd klopte hij na een lange sprint de op dat moment onklopbaar gewaande Tsjechische atletieklegende Emil Zátopek (de Locomotief) in de tijd van 14.14,2. De Nederlander Wim Slijkhuis werd in deze wedstrijd derde.
Vier jaar later kwamen Reiff en Zátopek elkaar op de Olympische Spelen in Helsinki op de 5000 m opnieuw tegen. Zátopek liet zich ditmaal niet verrassen door zijn Belgische opponent, die de strijd in de finale zelfs voortijdig moest staken, en won zoals hij wilde.
In 1958 zette Reiff een punt achter zijn sportcarrière.
Hij overleed in 1992 op 71-jarige leeftijd en ligt begraven op het kerkhof van Ophain. In zijn geboorteplaats Eigenbrakel is een straat naar hem vernoemd.

## Trivia
In de oorspronkelijke versie van het Suske en Wiskealbum De stierentemmer zegt Sprotje tegen Lambik dat hij even hard loopt als Gaston Reiff. Waarop Lambik antwoordt: "Reiff? Dat is nog een leerling van mij geweest." Deze verwijzing is in de herdrukken weggelaten.

## Kampioenschappen

### Internationale kampioenschappen
| Onderdeel   | Titel                     | Jaar |
| ----------- | ------------------------- | ---- |
| 5000 m      | Olympisch kampioen        | 1948 |
| 3 Eng. mijl | Amerikaans indoorkampioen | 1949 |

### Belgische kampioenschappen
| Onderdeel | Jaar                               |
| --------- | ---------------------------------- |
| 1500 m    | 1943, 1947, 1949                   |
| 3000 m    | 1942                               |
| 5000 m    | 1946, 1948, 1951, 1952, 1953, 1955 |
| 10.000 m  | 1950                               |
| veldlopen | 1943, 1944, 1947                   |

- Behaalde bovendien diverse nationale juniorentitels (baan en veldlopen)

## Records

### Wereld- en Belgische records
- 1948: wereldrecord 2000 m
- 1949: wereldrecord 3000 m
- 1952: wereldrecord 2 Eng. mijl
- 26 Belgische records van 1000 m tot en met 10.000 m

### Persoonlijke records
| Onderdeel   | Prestatie | Datum        | Plaats  |
| ----------- | --------- | ------------ | ------- |
| 1500 m      | 3.45,2    | 1952         |         |
| 1 Eng. mijl | 4.02,8    | 1952         |         |
| 5000 m      | 14.10,8   | 13 juni 1951 | Brussel |
| 10.000 m    | 30.18,8   | 29 juli 1951 | Heizel  |

## Palmares

### 1500 m
- 1943:  BK AC – 3.54,8
- 1947:  BK AC – 3.57,8
- 1949:  BK AC – 3.53,8

### 5000 m
- 1946:  BK AC – 14.54,0
- 1946: 6e EK in Oslo - 14.45,8
- 1948:  BK AC – 14.56,6
- 1948:  OS in Londen - 14.17,6 (OR)
- 1950:  EK in Brussel - 14.26,2
- 1951:  BK AC – 14.52,4
- 1952:  BK AC – 14.50,6
- 1952: DNF OS in Helsinki
- 1953:  BK AC – 14.43,2
- 1955:  BK AC – 14.51,0
- 1955:  Interl. Ned.-België te Den Haag - 14.50,8

### 3 Eng. mijl
- 1949:  Amerikaanse indoorkamp. - 14.08,1

### 10.000 m
- 1950:  BK AC – 30.40,0

### veldlopen
- 1941:  BK AC
- 1942:  BK AC
- 1943:  BK AC
- 1944:  BK AC
- 1947:  BK AC

## Onderscheiding
- 1943: Grote Prijs KBAB
- 1946: Nationale trofee voor sportverdienste

1912: Hannes Kolehmainen ·
1920: Joseph Guillemot ·
1924: Paavo Nurmi ·
1928: Ville Ritola ·
1932: Lauri Lehtinen ·
1936: Gunnar Höckert ·
1948: Gaston Reiff ·
1952: Emil Zátopek ·
1956: Vladimir Koets ·
1960: Murray Halberg ·
1964: Bob Schul ·
1968: Mohammed Gammoudi ·
1972: Lasse Virén ·
1976: Lasse Virén ·
1980: Miruts Yifter ·
1984: Saïd Aouita ·
1988: John Ngugi ·
1992: Dieter Baumann ·
1996: Vénuste Niyongabo ·
2000: Millon Wolde ·
2004: Hicham El Guerrouj ·
2008: Kenenisa Bekele ·
2012: Mo Farah ·
2016: Mo Farah ·
2020: Joshua Cheptegei ·
2024: Jakob Ingebrigtsen
1928 Louis Crooy en Victor Groenen · 1929 Georges Ronsse · 1930 Hyacinthe Roosen · 1931 René Milhoux en Jules Tacheny · 1933 Jef Scherens · 1934 Union Sint-Gillis · 1935 Arnold de Looz-Corswarem · 1936 Ernest Demuyter · 1937 Joseph Mostert · 1938 Hubert Carton de Wiart · 1939 Henry de Menten de Horne · 1940 Fernande Caroen · 1941 Jan Guilini · 1942 Pol Braekman · 1943 Albert de Ligne · 1944 niet toegekend · 1945 vliegend personeel van de Belgische sectie van de Royal Air Force · 1946 Gaston Reiff · 1947 Micheline Lannoy en Pierre Baugniet · 1948 Etienne Gailly · 1949 Feru Moulin · 1950 Briek Schotte · 1951 Johny Claes en Jacques Ickx · 1952 André Noyelle · 1953 bemanning van het jacht Omoo (zeilsport) · 1954 Adolf Verschueren · 1955 Roger Moens · 1956 Gilberte Thirion · 1957 Jacky Brichant en Philippe Washer · 1958 René Baeten · 1959 Belgische hockeyploeg bij de mannen · 1960 Flory Van Donck · 1961 Rik Van Looy · 1962 Gaston Roelants · 1963 Aureel Vandendriessche · 1964 Joël Robert · 1965 Eerste Jachtwing van de Belgische Luchtmacht · 1966 Raymond Ceulemans · 1967 Ferdinand Bracke en Eddy Merckx · 1968 Jacky Ickx · 1969 Serge Reding · 1970 Freddy Herbrand · 1971 Miel Puttemans · 1972 Karel Lismont · 1973 Roger De Coster · 1974 Paul Van Himst · 1975 Jean-Pierre Burny · 1976 Ivo Van Damme · 1977 Gaston Rahier · 1978 RSC Anderlecht · 1979 Robert Van de Walle · 1980 Belgische voetbalploeg bij de mannen · 1981 Annie Lambrechts · 1982 Ingrid Berghmans · 1983 Eddy Annys · 1984 André Malherbe · 1985 niet toegekend · 1986 William Van Dijck · 1987 Ingrid Lempereur · 1988 Eric Geboers · 1989 Michel Preud'homme · 1990 Jan Ceulemans · 1991 Jean-Michel Saive · 1992 Annelies Bredael · 1993 Vincent Rousseau · 1994 Brigitte Becue · 1995 Frédérik Deburghgraeve · 1996 Johan Museeuw · 1997 Luc Van Lierde · 1998 Ulla Werbrouck · 1999 Gella Vandecaveye · 2000 Joël Smets · 2001 Kim Clijsters en Justine Henin · 2002 Marc Wilmots · 2003 Stefan Everts · 2004 Axel Merckx · 2005 Tom Boonen · 2006 Kim Gevaert en Tia Hellebaut · 2007 4x100m-estafetteploeg voor vrouwen · 2008 niet toegekend · 2009 Philippe Gilbert · 2010 Philippe Le Jeune · 2011 Kevin Borlée · 2012 Evi Van Acker · 2013 Frederik Van Lierde · 2014 Daniel Van Buyten · 2015 4x400m-estafetteploeg voor mannen · 2016 Nafissatou Thiam · 2017 David Goffin · 2018 Nina Derwael · 2019 Belgische hockeyploeg bij de mannen · 2020 Wout van Aert · 2021 Bashir Abdi · 2022 Remco Evenepoel · 2023 Bart Swings · 2024 Lotte Kopecky
- Gemeinsame Normdatei: 137736584
- World Athletics: 14358513
- International Standard Name Identifier: 0000 0000 5639 6738
- Virtual International Authority File: 81882248